# Frauen-Superliga (Serbien)
Die Frauen-Superliga (serbisch-kyrillisch Суперлига Србије у фудбалу за жене/Superliga Srbije u fudbalu za žene; Abkürzung: СЛСЖ/SLSŽ) ist die höchste Spielklasse der Fußballmeisterschaft der Frauen von Serbien, die vom serbischen Fußballbund (FSS) organisiert wird.
Die Liga wurde 2006 zunächst noch unter dem Namen Erste Frauenliga von Serbien (Прва женска лига Србије/Prva Ženska Liga Srbije) gegründet, die den Meisterschaftswettbewerb der Frauen von Jugoslawien/Serbien-Montenegro ablöste. 2013 wurde sie in Superliga umbenannt, da die in jenem Jahr etablierte zweite Spielklasse unter dem Namen erste Liga der Frauen (Prva liga za žene) firmiert. In der Superliga sind aktuell acht Vereine vertreten. Der Sieger der Meisterrunde qualifiziert sich für die Qualifikation zur UEFA Women’s Champions League der jeweils folgenden Saison, während der Letztplatzierte der Relegationsrunde in die zweitklassige Prva liga absteigen muss.

## Liste der Meister
| Saison  | Meister               | Vizemeister           | Dritter               |
| ------- | --------------------- | --------------------- | --------------------- |
| 2006/07 | ŽFK Napredak Kruševac | ŽFK Mašinac Niš       | ŽFK Sloga Zemun       |
| 2007/08 | ŽFK Mašinac Niš       | ŽFK Napredak Kruševac | ŽFK LASK              |
| 2008/09 | ŽFK Mašinac Niš       | ŽFK Napredak Kruševac | ŽFK Šabac             |
| 2009/10 | ŽFK Mašinac Niš       | ŽFK Spartak Subotica  | ŽFK Napredak Kruševac |
| 2010/11 | ŽFK Spartak Subotica  | ŽFK Napredak Kruševac | ŽFK Mašinac Niš       |
| 2011/12 | ŽFK Spartak Subotica  | LASK Roter Stern      | ŽFK Mašinac Niš       |
| 2012/13 | ŽFK Spartak Subotica  | ŽFK Napredak Kruševac | ŽFK Mašinac Niš       |
| 2013/14 | ŽFK Spartak Subotica  | ŽFK Napredak Kruševac | ŽFK Mašinac Niš       |
| 2014/15 | ŽFK Spartak Subotica  | ŽFK Mašinac Niš       | LASK Roter Stern      |
| 2015/16 | ŽFK Spartak Subotica  | ŽFK Mašinac Niš       | ŽFK Roter Stern       |
| 2016/17 | ŽFK Spartak Subotica  | ŽFK Roter Stern       | ŽFK Mašinac Niš       |
| 2017/18 | ŽFK Spartak Subotica  | ŽFK Roter Stern       | ŽFK Mašinac Niš       |
| 2018/19 | ŽFK Spartak Subotica  | ŽFK Sloga Zemun       | ŽFK Mašinac Niš       |
| 2019/20 | ŽFK Spartak Subotica  | ŽFK Sloga Zemun       | ŽFK Roter Stern       |
| 2020/21 | ŽFK Spartak Subotica  | ŽFK Mašinac Niš       | ŽFK Roter Stern       |
| 2021/22 | ŽFK Spartak Subotica  | ŽFK Roter Stern       | ŽFK Mašinac Niš       |
| 2022/23 | ŽFK Spartak Subotica  | ŽFK Roter Stern       | ŽFK TSC Kanjiža       |
| 2023/24 | ŽFK Roter Stern       | ŽFK Spartak Subotica  | ŽFK Sloga Zemun       |

| Verein                | Titel | Jahr                                                                         |
| --------------------- | ----- | ---------------------------------------------------------------------------- |
| ŽFK Spartak Subotica  | 13    | 2011, 2012, 2013, 2014, 2015, 2016, 2017, 2018, 2019, 2020, 2021, 2022, 2023 |
| ŽFK Mašinac Niš       | 3     | 2008, 2009, 2010                                                             |
| ŽFK Napredak Kruševac | 1     | 2007                                                                         |
| ŽFK Roter Stern       | 1     | 2024                                                                         |

## Weblink
- Webseite des Verbandes.